# 崔輝
崔輝（韓語：최휘，1954年—），北韓政治人物，任職國家體育指導委員會委員長，朝鮮勞動黨中央委員會副部長、宣傳煽動部第一副部長、黨中央政治局委員及黨中央委員會副委員長及最高人民會議代議員等多項要職。據報導，他是最高領導人金正恩的親信。

## 生平
崔輝出生於官吏家庭，其父崔載是韓戰後指揮平壤重建工作的功臣。因此，崔載得到時任最高領導人金日成的關照。崔載死後，作為次級官員的兒子，崔輝被破例進入過去只讓高幹子弟就能入讀的南山高級中學。之後，他又在金日成綜合大學畢業後，即被委任為金日成社會主義青年同盟的課外教育指導局局長兼歷史教育責任書記。2005年5月，他帶領平壤藝術團訪問漢城。
2004年，崔輝成為黨組織指導部的副部長。2012年4月，獲金日成勛章。翌年，又被金正恩起用為黨中央委員會的副部長及宣傳煽動部的第一副部長。同時，又協助金正恩除去張成澤。2014年3月，他在當屆的最高人民會議選舉當選為代議員。2017年10月，他在朝鲜劳动党第七届中央委员会第二次全体会议與朴泰成和安正秀等人被選為黨中央政治局委員及黨中央委員會副委員長。
2021年1月在勞動黨第八次代表大會期間，被免去政治局委員和黨中央委員會副委員長的職務

## 資料來源
1. 1 2 3  "朝代議員名單公佈 天安艦主謀再當選" 的存檔，存档日期2014-03-12. 《朝鮮日報》中文版 2014 3 12
2. 1 2 3 4  北김정은 수행 새 '얼굴'…최휘 당 제1부부장 주목 的存檔，存档日期2013-05-09. 《韓國日報》 2013 5 9
3. ↑  "朝鲜劳动党第七届中央委员会第二次全体会议公报" 《朝鮮中央通訊社》 2017-10-08